# 真际禅林
真际禅林是位于中国河北省石家庄市桥西区裕华西路142号的一座汉传佛教寺院。

## 历史
真际禅林是赵州柏林禅寺分院，因尊赵州真际从谂禅师而得名。2004年农历六月十九日是“观音菩萨成道日”，中国佛教协会副会长、河北省佛教协会会长释净慧主持了真际禅林的开光仪式，同时柏林禅寺派僧团正式入驻真际禅林。

## 建筑
真际禅林的主要建筑有：
- 客堂：设有沙发椅、饮水机、水杯、拖鞋等。
- 佛殿：正中供奉释迦牟尼佛成道像，两侧分别为迦叶尊者和阿难尊者立像。东西两侧分别供药师琉璃光如来像和极乐世界阿弥陀佛像。佛殿为真际禅林的主要佛事活动场所，可容200多人。
- 韦驮殿：兼作阅览室。正中供奉韦驮像，两侧为阅览室。
- 禅堂：又称选佛场、无门关，为僧众坐禅场所。一般寺院的禅堂不允许在家人进入。真际禅林为成就大众共修，允许在家人进禅堂坐禅。
- 斋堂：又称五观堂，为食堂。真际禅林为十方信众免费提供斋饭。[1]